# Burley Wood
Burley Wood är ett slott i Storbritannien.   Det ligger i grevskapet Devon och riksdelen England, i den södra delen av landet, 300 km väster om huvudstaden London. Burley Wood ligger 215 meter över havet.
Terrängen runt Burley Wood är platt västerut, men österut är den kuperad. Terrängen runt Burley Wood sluttar västerut.Runt Burley Wood är det ganska glesbefolkat, med 43 invånare per kvadratkilometer. Närmaste större samhälle är Okehampton, 11,8 km nordost om Burley Wood. Trakten runt Burley Wood består i huvudsak av gräsmarker.